# ジョシュア・バセット
ジョシュア・テイラー・バセット (Joshua Taylor Bassett、2000年12月22日 - ) は、アメリカ合衆国の俳優兼歌手。

## 経歴
彼は 2000年12月22日にカリフォルニア州オーシャンサイドで両親のテイラーとローラに生まれた。彼には5人の姉妹がいて、ホームスクーリングを自宅で教育を受けていた。
初めて劇場に出演したのは8歳の時で、それ以来、バセットは30作品以上のミュージカルに出演していた。2019年には ハイスクール・ミュージカル:ザ・ミュージカル にリッキーとして主演し、ハイスクール ミュージカル オン ステージ! にも参加。
16歳のときにロサンゼルスに移り、本格的に演技のキャリアをスタートさせたが、この時は車で寝泊まりをしていた。
2024年には初のアルバム『ザ・ゴールデン・イヤーズ』を発表。

## 私生活
2021年5月10日、彼はインタビュー中に LGBTQの一員であるとカミングアウト。ジョシュアはインタビュー動画の中でハリー・スタイルズを称賛、その中で「彼ってホットだよね」「これが僕のカミングアウトの動画になるかもしれない」と発言していた。6月にはGQとのインタビューの中で発言はジョークではないとして、改めて自身の性的指向を表明した。
同年12月、バセットは10代の頃に性的虐待を経験したことを明らかにした。
2023年、パセットはキリスト教徒となり、福音主義教会であるベテル教会で洗礼を受けた。

## 主な出演作品
- リーサル・ウェポン (Lethal Weapon、2017年)
- ゲームシェイカーズ (Game Shakers、2018年)
- ダーティ・ジョン (Dirty John、2018年)
- ハーレーはド真ん中 (Stuck in the Middle、2018年)
- グレイズ・アナトミー 恋の解剖学 (Grey's Anatomy、2019年)
- ハイスクール・ミュージカル:ザ・ミュージカル (High School Musical: The Musical: The Series、2019年 - )
- リンボ (Limbo、2021年)
- ジョシュア・バセットとの夜 (A Night With Joshua Bassett、2021年)
- ブロードウェイ ドリーム! (Better Nate Than Ever、2022年)
- ナイト ミュージアム: カームンラの復活 (Night at the Museum: Kahmunrah Rises Again、2022年)

## ディスコグラフィー

### アルバム
- The Golden Years (2024)

### EP
- Joshua Bassett (2021)
- Crisis / Secret / Set Me Free (2021)
- Sad Songs in a Hotel Room (2022)
- Different (2022)